# Miss Mundo 2008
O 58º Miss Mundo ou Miss Mundo 2008, aconteceu em 13 de dezembro de 2008, no Sandton Convention Centre,em Joanesburgo, África do Sul.
De acordo com os organizadores, 109 candidatas participaram do concurso. Originalimente, o evento deveria acontecer em Kiev, Ucrânia, mas devido às recentes tensões políticas entre Rússia e Geórgia devido à Guerra da Ossétia do Sul, a sede foi transferida.

## Programação
Após o desembarque, as candidatas nacionais participaram de atividades beneficentes e de caridade de acordo com os propósitos do Miss Mundo. Uma semana antes da final, as concorrentes à sucessão de Zi Ling Zhang participarão de ensaios e provas prelimnares para a definição das semi-finalistas.
Cinco candidatas foram selecionadas pela organização para auxiliar no sorteio das chaves da Copa das Confederações, realizado em Joanesburgo no dia 23 de novembro.

## Resultados
- MISS MUNDO 2008: Ksenia Sukhinova -  Rússia
- 1st Runner-Up: Parvathy Onamakuttan -  Índia
- 2nd Runner-Up: Gabrielle Walcott -  Trinidad e Tobago

### Top 5
- Brigith dos Santos -  Angola
- Tansey Coetzee -  África do Sul

### Semifinalistas
- Natalie Griffith -  Barbados
- Tamara Almeida Silva -  Brasil
- Alfina Nassyrova -  Cazaquistão
- Josipa Kusić -  Croácia
- Patricia Yurena Rodríguez -  Espanha
- Alexandra Ívasdóttir -  Islândia
- Anagabriela Espinoza Marroquín -  México
- Ivonne Orsini -  Porto Rico
- Irina Zhuravskaya -  Ucrânia
- Hanelly Quintero -  Venezuela

### Fast Track (Vencedoras)
- Beach Beauty: Anagabriela Espinoza Marroquín -  México
- Top Model: Ksenia Sukhinova -  Rússia
- Esportes: Alexandra Ívasdóttir -  Islândia
- Talento: Natalie Griffith -  Barbados
- Beleza Com Propósito: Gabrielle Walcott -  Trinidad e Tobago

### Rainhas Continentais
- África: Brigith dos Santos -  Angola
- América: Hanelly Quintero -  Venezuela
- Ásia & Oceania: Parvathy Onamakuttan -  Índia
- Caribe: Gabrielle Walcott -  Trinidad e Tobago
- Europa: Ksenia Sukhinova -  Rússia

## Delegadas confirmadas
109 candidatas participaram desta edição do Miss Mundo
| Nação                          | Representante                  | Idade | Altura (cm) | Cidade natal        |
| ------------------------------ | ------------------------------ | ----- | ----------- | ------------------- |
| África do Sul                  | Tansey Coetzee                 | 23    | 174         | Johannesburgo       |
| Albânia                        | Egla Harxhi                    | 17    | -           | Tirana              |
| Angola                         | Brigith dos Santos             | -     | -           | Luanda              |
| Argentina                      | Agustina Quinteros             | 17    | 175         | La Pampa            |
| Aruba                          | Nuraisa Lispier                | 22    | 177         | San Nicolas         |
| Austrália                      | Katie Richardson               | 20    | 179         | Albion Park         |
| Áustria                        | Marina Schneider               | 18    | 174         | Völs                |
| Bahamas                        | Tinnyse Johnson                | 21    | 174         | Grand Bahama        |
| Bangladesh                     | Jannatul Ferdouse Peya         | -     | 175         | Khulna              |
| Barbados                       | Natalie Griffith               | 19    | 160         | Bridgetown          |
| Bielorrússia                   | Olga Hižinkova                 | 21    | 180         | Vitebsk             |
| Bélgica                        | Alizée Poulicek                | 20    | 174         | Huy                 |
| Belize                         | Charmaine Chinapen             | 21    | -           | Curaçao             |
| Bolívia                        | Jackelin Arias                 | 18    | 175         | Trinidad            |
| Bósnia e Herzegovina           | Tanja Vujičić                  | 17    | -           | Nevesinje           |
| Botswana                       | Itseng Kgomotso                | 18    | -           | Gaborone            |
| Brasil                         | Tamara Almeida Silva           | 22    | 173         | Ipatinga            |
| Bulgária                       | Julia Jurevich                 | 18    | -           | Kozloduy            |
| Canadá                         | Leah Ryerse                    | 19    | 178         | Hamilton            |
| Chile                          | Nataly Chilet                  | 23    | 174         | Santiago            |
| China                          | Yan Ling Mei                   | 24    | 180         | Dalian              |
| Colômbia                       | Katherine Medina               | 17    | 180         | Medellín            |
| República Democrática do Congo | Christelle Mbila               | 18    | -           | Kinshasa            |
| Costa Rica                     | Maria Amalia Matamoros         | 19    | 175         | San Juan de Naranjo |
| Croácia                        | Josipa Kusic                   | 19    | -           | Zagreb              |
| Curaçau                        | Norayla Francisco              | 23    | 181         | Willemstad          |
| Chipre                         | Josefina Sekki                 | 19    | 168         | Nicósia             |
| Chéquia                        | Zuzana Jandová                 | 20    | 180         | Karviná             |
| Dinamarca                      | Lisa Lents                     | 21    | 177         | -                   |
| República Dominicana           | Geisha Natalie Montes de Oca   | 21    | 175         | Santo Domingo       |
| Equador                        | Marjorie Cevallos              | 21    | 183         | Guayaquil           |
| El Salvador                    | Gabriela Gavidia               | 18    | 170         | -                   |
| Eslováquia                     | Edita Krešakova                | 19    | 181         | Seňa                |
| Espanha                        | Patricia Yurena Rodríguez      | 18    | 179         | Granadilla de Abona |
| Filipinas                      | Danielle Castaño               | 18    | 180         | Quezon City         |
| Finlândia                      | Johanna Ahlbäck                | 20    | 170         | Turku               |
| França                         | Laura Tanguy                   | 20    | 179         | Angers              |
| Geórgia                        | Khatuna Skhirtladze            | 18    | 177         | Tbilisi             |
| Gana                           | Frances Takyi-Mensah           | 21    | 180         | Elmina              |
| Gibraltar                      | Krystel Robba                  | 21    | -           | Gibraltar           |
| Grécia                         | Angeliki Kalaitzi              | 24    | 171         | Tessalônica         |
| Guadalupe                      | Frédérika Charpentier          | 19    | 181         | Basse Terre         |
| Granada                        | Renee Moses                    | 18    | 170         | St. George’s        |
| Guatemala                      | Ana Maribel Arana              | 22    | -           | Guatemala City      |
| Honduras                       | Bélgica Suárez                 | 22    | 177         | Gracias a Dios      |
| Hong Kong                      | Edelweiss Cheung               | 22    | 179         | Shantou             |
| Hungria                        | Szilvia Freire                 | 24    | 175         | Budapeste           |
| Ilhas Caimã                    | Nicosia Lawson                 | 25    |             | George Town         |
| Índia                          | Parvathy Omanakuttan           | 20    | 174         | Kottayam            |
| Indonésia                      | Sandra Angelia                 | 22    | 165         | Surabaya            |
| Inglaterra                     | Laura Coleman                  | 22    | 175         | -                   |
| Irlanda                        | Sinead Noonan                  | 21    | -           | Meath               |
| Israel                         | Tamar Ziskind                  | 22    | 175         | Haifa               |
| Islândia                       | Alexandra Helga Ivarsdóttir    | 18    | 180         | Reykjavik           |
| Itália                         | Claudia Russo                  | 25    | 178         | Messina             |
| Jamaica                        | Brittany Lyons                 | 19    | 166         | Kingston            |
| Japão                          | Mizuki Kubodera                | 21    | 171         | -                   |
| Cazaquistão                    | Alfina Nassyrova               | 19    | 176         | Almaty              |
| Quênia                         | Ruth Nyambura Kinuthia         | 21    | -           | Nairóbi             |
| Kosovo                         | Yllka Berisha                  | 20    | 176         | Pristina            |
| Letônia                        | Ina Avlasēviča                 | 20    | -           | Dobele              |
| Líbano                         | Rosarita Tawil                 | 20    | 178         | Beirute             |
| Libéria                        | Bindu Parker                   | 21    | 165         | Monróvia            |
| Lituânia                       | Gabrielė Martirosianaitė       | 17    | -           | Kauno               |
| Malta                          | Martha Fenech                  | 17    | -           | St. Julian's        |
| Ilhas Maurícias                | Olivia Carey                   | 19    | 169         | Vacoas              |
| México                         | Anagabriela Espinoza Marroquín | 20    | 178         | Monterrey           |
| Moldávia                       | Iana Varnacova                 | 17    | 180         | Chisinau            |
| Namíbia                        | Marelize Robberts              | 21    | -           | Windhoek            |
| Países Baixos                  | Carmen Kool                    | 22    | -           | -                   |
| Nova Zelândia                  | Kahurangi Taylor               | 16    | 180         | Auckland            |
| Nigéria                        | Adaeze Igwe                    | 18    | 172         | Awka                |
| Irlanda do Norte               | Judith Wilson                  | 22    | -           | Ballinamallard      |
| Noruega                        | Lene Egeli                     | 21    | 177         | Stavanger           |
| Panamá                         | Kathya Saldaña                 | 20    | 172         | Rio Abajo           |
| Paraguai                       | Gabriela Rejala                | 18    | 172         | Ñemby               |
| Peru                           | Annmarie Dehainaut             | 18    | 175         | Lima                |
| Polónia                        | Klaudia Ungerman               | 20    | 179         | Lobez               |
| Porto Rico                     | Ivonne Orsini                  | 20    | 175         | San Juan            |
| Rússia                         | Ksenia Sukhinova               | 20    | 177         | Tyumen              |
| Escócia                        | Stephanie Willemse             | 19    | 175         | Glasgow             |
| Sérvia                         | Nevena Lipovac                 | 19    | -           | Belgrado            |
| Serra Leoa                     | Tyrilla Gouldson               | 24    | 182         | Freetown            |
| Seicheles                      | Elena Angione                  | 22    |             | Mahé                |
| Sri Lanka                      | Rochelle Adriana Corea         | -     | -           | -                   |
| Essuatíni                      | Tiffany Simelane               | 20    | -           | -                   |
| Suécia                         | Amanda Ulfdotter               | -     | 179         | Strömstad           |
| Suíça                          | Amanda Ammann                  | 21    | 168         | Abtwil              |
| Tanzânia                       | Nasreem Karim Ndiye            | 22    | -           | -                   |
| Tailândia                      | Ummarapas Julkasian            | 22    | 174         | Bangkok             |
| Trinidad e Tobago              | Gabrielle Walcott              | 23    | 170         | Petit Valley        |
| Turquia                        | Leyla Lydia Tuğutlu            | 19    | 182         | Istanbul            |
| Ucrânia                        | Irina Zhuravskaya              | 18    | 176         | Kiev                |
| Ilhas Virgens Americanas       | Lessley-Ann Gumbs              | 17    | -           | St. Thomas          |
| Venezuela                      | Hannelly Quintero              | 22    | 176         | Caracas             |
| País de Gales                  | Chloe Beth Morgan              | 22    | -           | Cwmbran             |
| Zâmbia                         | Winfridah Mofu                 | 19    | -           | Lusaka              |
| Zimbabwe                       | Cynthia Muvirimi               | 24    | 173         | Harare              |

## Delegações que não escolheram sua representante
Para o Miss Mundo 2008, Estônia, Eslovênia, Granada, Panamá, Romênia, Suriname e a atual Macedônia do Norte decidiram não enviar delegações. Estônia, Romênia, Eslovênia e a atual Macedônia do Norte, decidiram não participar devido às consequências da crise econômica de 2008 que afetaram as respectivas economias e problemas com patrocinadores.
A direção do Miss Panamá para o Miss Mundo enfrentou problemas com o visto de sua candidata, que não foi emitido a tempo de embarcar para a África do Sul. A miss Suriname, Mirelle Nederbiel, não teve sua inscrição aceita pelos organizadores do concurso internacional. Problemas políticos com o governo maoista inviabilizaram a participação do Nepal no evento.

## Países que começaram ou voltaram a enviar represententes
- Kosovo disputou pela primeira vez.
- Seychelles disputou pela última vez em 1999.
- Bangladesh e Ilhas Virgens Britânicas competiram pela última vez em 2001.
- Honduras competiu pela última vez em 2004.
- China Taipei, Nicarágua, Suíça e Ilhas Virgens Americanas competiram pela última vez em 2005.
- Barbados, República Democrática do Congo, Libéria e Zâmbia competiram pela última vez em 2006.